# 위기 113
"위기 113"는 한국에서 제작된 편거영 감독의 1966년 영화이다. 장동휘 등이 주연으로 출연하였고 김태현 등이 제작에 참여하였다.

## 출연

### 주연
- 장동휘
- 태현실
- 허장강
- 황해

## 기타
- 조명: 최원근
- 미술: 이문현